# Strategic Bitcoin Reserve
Die Strategic Bitcoin Reserve ist eine von Präsident Donald Trump im März 2025 angekündigte Anlage, die mit den eingezogenen Bitcoin des US-Finanzministeriums finanziert wird.

## Strategische Bitcoin-Reserve der Vereinigten Staaten

Die strategische Bitcoin-Reserve der USA wurde am 7. März 2025 durch das Dekret: „Einrichtung der strategischen Bitcoin-Reserve und des digitalen Vermögensbestands der Vereinigten Staaten“ von US-Präsident Donald Trump ins Leben gerufen. Dieses Vorhaben ist Teil eines umfassenderen Plans, die Vereinigten Staaten als führenden Standort für Kryptowährungen zu etablieren und die nationale Wirtschaft durch digitale Vermögenswerte zu stärken.

## Hintergrund und Zielsetzung
Die Bitcoin-Reserve basiert auf der Idee, Kryptowährungen als strategische Ressource ähnlich wie Gold oder Öl zu behandeln. Sie soll in Krisenzeiten wirtschaftliche Stabilität gewährleisten und den Wert der beschlagnahmten digitalen Vermögenswerte maximieren. Die Reserve wird ausschließlich aus Kryptowährungen bestehen, die in strafrechtlichen oder zivilrechtlichen Verfahren beschlagnahmt wurden, wodurch keine zusätzlichen Kosten für die Steuerzahler entstehen sollen.

## Zusammensetzung der Reserve
Die Reserve umfasst hauptsächlich Bitcoin, wobei die US-Regierung derzeit etwa 200.000 Bitcoin besitzt, was einem geschätzten Wert von über 17 Milliarden US-Dollar entspricht (Stand: März 2025). Neben Bitcoin sollen auch andere Kryptowährungen wie Ethereum (Ether), Ripple (XRP), Solana und Cardano in separaten Beständen verwahrt werden.

## Verwaltung und Ausbau
Die Verwaltung der Reserve obliegt einer Arbeitsgruppe unter Leitung des Krypto-Beauftragten David Sacks. Das Handels- und Finanzministerium dürfen Strategien entwickeln, um den Bestand zu erweitern – jedoch ohne Kosten für Steuerzahler. Aktive Käufe von Kryptowährungen sind nicht vorgesehen; stattdessen wird geprüft, wie bestehende Ressourcen effizient genutzt werden können.

## Politische und wirtschaftliche Auswirkungen
Diese Maßnahme wurde von Krypto-Befürwortern als historischer Schritt gefeiert, während Kritiker Interessenkonflikte anführen, da Trump selbst geschäftlich in der Kryptobranche tätig ist. Die Ankündigung führte zunächst zu einem Rückgang des Bitcoin-Kurses um 5,7 %, da Anleger enttäuscht waren, dass keine aktiven Käufe geplant sind. Langfristig könnte die Reserve jedoch das Vertrauen in Kryptowährungen stärken und die USA als globalen Krypto-Hub positionieren.
Weitere Länder erwägen die Einführung von Bitcoin-Reserven, darunter Brasilien, Hongkong, Japan, Polen, Slowenien und Tschechien. Die tschechische Nationalbank plant, bis zu 5 % ihrer 140 Milliarden Euro umfassenden Reserven in Bitcoin zu investieren. Bhutan hat durch Bitcoin-Mining Bestände im Wert von 750 Millionen US-Dollar aufgebaut, was 28 % seines BIP entspricht. El Salvador hält bereits 6.103 BTC (ca. 550 Millionen US-Dollar). Die USA sind mit 207.189 BTC der größte staatliche Bitcoin-Besitzer, gefolgt von China (194.000 BTC) und Großbritannien (61.000 BTC). Diese Entwicklungen könnten durch die US-Strategie zur Einrichtung einer Bitcoin-Reserve beschleunigt werden, was einen globalen Trend zur staatlichen Bitcoin-Adoption auslösen könnte.

## Kontroversen
Die Initiative hat auch politische Debatten ausgelöst. Während Republikaner wie Senatorin Cynthia Lummis das Projekt unterstützen, sehen Kritiker darin eine riskante Wette auf volatile Märkte. Zudem wird Trumps Engagement in der Kryptobranche als potenzieller Interessenkonflikt diskutiert.